# Рачинский, Атанасий
Граф Атанасий Рачинский (пол. Atanazy Raczyński; 2 мая 1788, Познань — 21 августа 1874, Берлин) — польский общественный деятель, дипломат, коллекционер и историк искусства, землевладелец. 1-й ординат Обжицковский (с 1825 года).

## Биография

Герб графа Рачинского (Наленч)

Представитель польского дворянского рода Рачинских герба «Наленч». Второй (младший) сын генерал-майора Филиппа Нереужа Рачинского (1747—1804) и Михалины Рачинской (1768—1790). Брат известного историка и дипломата Эдварда Рачинского (графа де Рашин). Избирался депутатом в провинциальный сейм Великого княжества Познанского в 1827, 1830, 1837 и 1841 годах.
В молодости Атанасий Рачинский учился во Франкфурте и Берлине. Служил солдатом в наполеоновской армии и армии Великого герцогства Варшавского (1806—1809). 
В начале 1811 года он поступил дипломатическую службу великого герцогства Варшавского при посольстве короля Саксонии в Париже. В 1811 году пожалован званием камергера двора королевства Саксония. С января 1813 года он был в Дрездене, а летом снова был в посольстве в Париже. В связи с распадом герцогства его пребывание в Париже закончилось в ноябре 1814 года. В последующие годы Рачинский несколько раз подолгу жил в Париже и путешествовал по Франции, Германии, Швейцарии и Италии.
Позднее был связан с королевским двором Гогенцоллернов в Берлине. Он много путешествовал, был послом Прусского королевства в Дании (1830—1842), Португалии (1842—1848) и Испании (1848—1852). Атанасий Рачинский был наследственным членом прусской палаты господ.
Граф Атанасий Рачинский был известен в первую очередь как коллекционер и знаток западноевропейской живописи. Он автор ряда трудов, опубликованных на французском языке, в том числе «История современного искусства Германии» в 2-х томах (Histoire de l'art moderne en Allemagne, 1836—1842), «Писем», или «Исторического и художественного словаря Португалии» (Dictionnaire historique et artistique du Portugal: les arts en Portugal, 1846). В последнее сочинение включены ставшие впоследствии широко известными «Четыре диалога о живописи» португальского художника Франсиско де Оланда.
В 1853 году он основал галерею, в которой была вставлена коллекция, в основном, современного испанского искусства. Атанасий планировал разместить свою коллекцию в специальном крыле, построенном в 1829—1830 годах по проекту Карла Фридриха Шинкеля, в здании Библиотеки Рачинских в Познани. Однако из растущих разногласий со своим старшим братом Эдвардом (учредителем Библиотеки Рачинских) Атанасий вынужден был отказаться от этой идеи. Произведения искусства из своей коллекции он временно выставлял в Берлине, затем в своих имениях Гай-Малы и Завада. В настоящее время коллекция Атанасия Рачинского составляет основу коллекции иностранной живописи Национального Музея в Познани. Неиспользованная галерея Шинкеля была перестроена в отель («ОТель Дрезден»), здание было полностью уничтожено во время боёв в 1945 году.
Первая берлинская галерея Атанасия Рачинского располагалась в величественном доме аристократа на главном бульваре Берлина: во дворце на улице Унер-дер-Линден 21. Польский граф купил его в 1834 году, а через два в во дворцовом флигеле расположил свою коллекцию (ту, которая изначально должна была быть выставлена в Познани). В этот период соседкой Атанасия Рачинского была знаменитая немецкая писательница и хозяйка известного салона искусства, Беттина фон Арним.
Прусский король Фридрих Вильгельм IV высоко ценил графа Рачинского и часто посещал собранную им коллекцию живописи в Берлине. Король подарил графу участок земли в центре города под строительство нового дворца и галереи. Монарх поставил одно условие: коллекция Рачинского должна была быть доступна для всех, кто желал её увидеть.
Дворец Рачинский, известный сегодня как «Palais Raczynski», разработанный берлинским архитектором Генрихом Штраком, был построен в 1842—1844 годах. Его южный павильон граф предоставил другому известному художнику: Петер фон Корнелиус, автор гигантской фрески «Страшный Суд» и других росписей на стенах церкви Святого Людвига в Мюнхене, открыл в нем своё ателье (отсюда последующее название павильона «Cornelius-Haus»). В более поздний период в ателье в южном павильоне Дворца Рачинских работал также, между прочим, Густав Греф.
После смерти Атанасия Рачинского в 1874 году его сын Кароль Эдвард продал дворец немецкому государству, которое избрало этот участок под строительство нового здания прусского парламента. Сегодня на месте бывшего Дворца Рачинских находится немецкий Рейхстаг.
Атанасий Рачинский был создателем и первым ординатом Ординации Обжицковской с 1825 года, имений графов Рачинских на северо-западе от Познани, которая вплоть до Второй мировой войны оставалась в руках так называемой немецкой линии Рачинских. Кроме того, через брак с Анной Радзивилл Атанасий Рачинский недвижимость в Прикарпатье (Завада).

## Награды
Королевства Пруссия:
- Орден Красного орла 2-го класса[4]
- Орден Красного орла 2-го класса со звездой (1845) [5]
- Орден Красного орла 1-го класса (1861)

Прочие:
- Орден «Virtuti militari» (великое герцогство Варшавское)
- Орден Христа большой крест (королевство Португалия)
- Орден Карлоса III большой крест (1852, королевство Испания)

## Семья
3 ноября 1816 года граф Атанасий Рачинский женился на княгине Анна Эльжбете Радзивилл (1785 — 14 марта 1879), дочери князя Доминика Радзивилла (1747—1803) и Марианны Чехницкой (ок. 1760—1858). Супруги имели трех детей:
- Граф Кароль Эдвард Рачинский (19 августа 1817 — 13 марта 1899), 2-й ординат Обжицковский (с 1874 года)
- Графиня Ванда Изабелла Клара Рачинская (род. 21 января 1819)
- Графиня Тереза Рачинская (28 апреля 1820 — 14 января 1909)

## Галерея

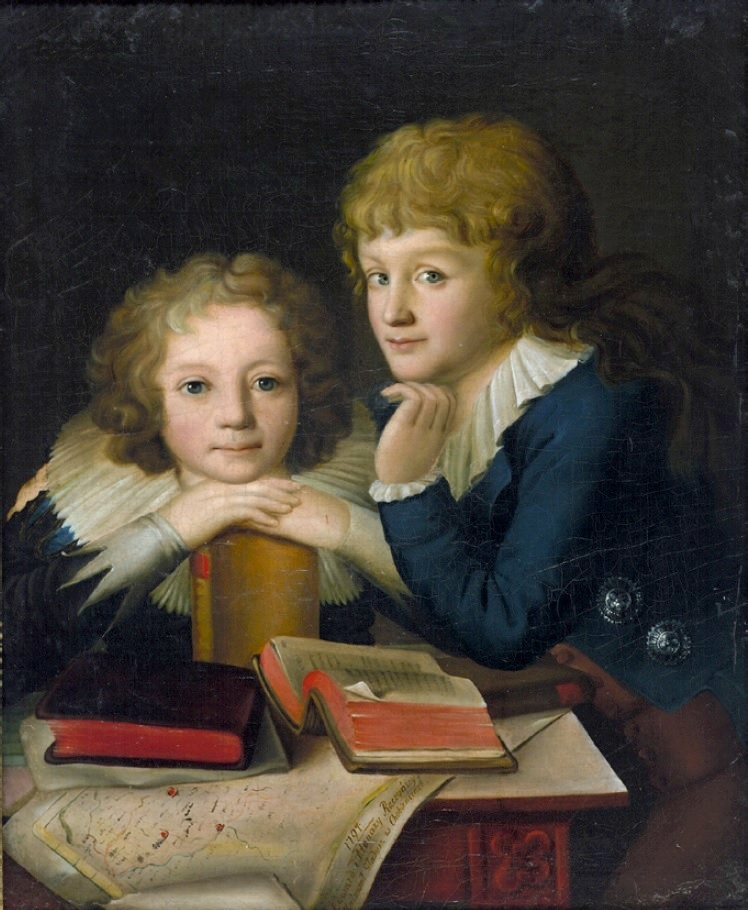
Портрет Эдварда и Атанасия Рачинских работы Яна Гладыша, 1797 г.
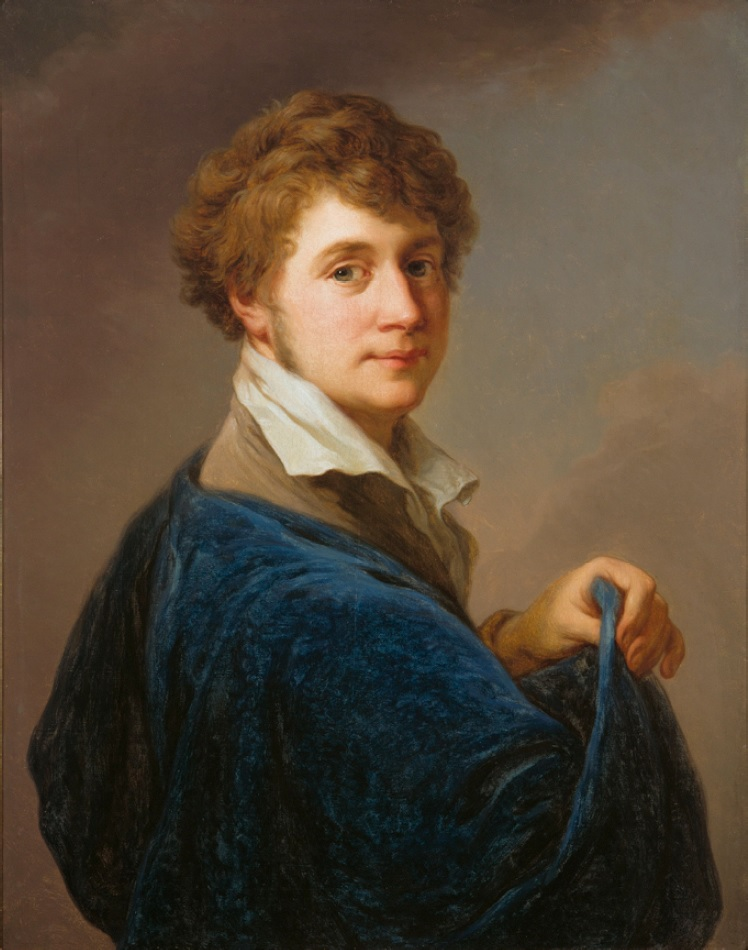
Портрет графа Рачинского в возрасте 21 года. Копия Константина Кретиуса с портрета работы Марчелло Баччарелли, 1809 г.
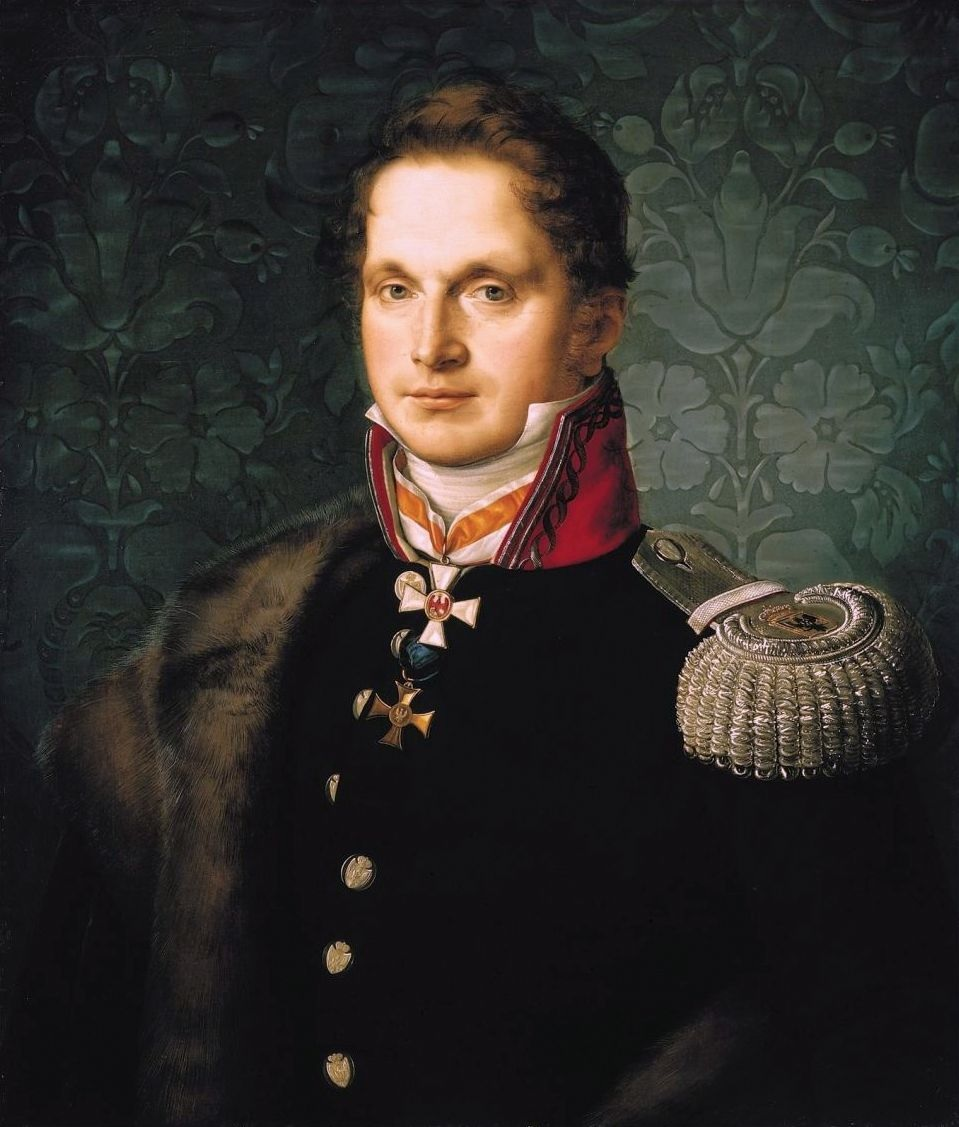
Портрет работы Карла Вильгельма Ваха, 1826 г.
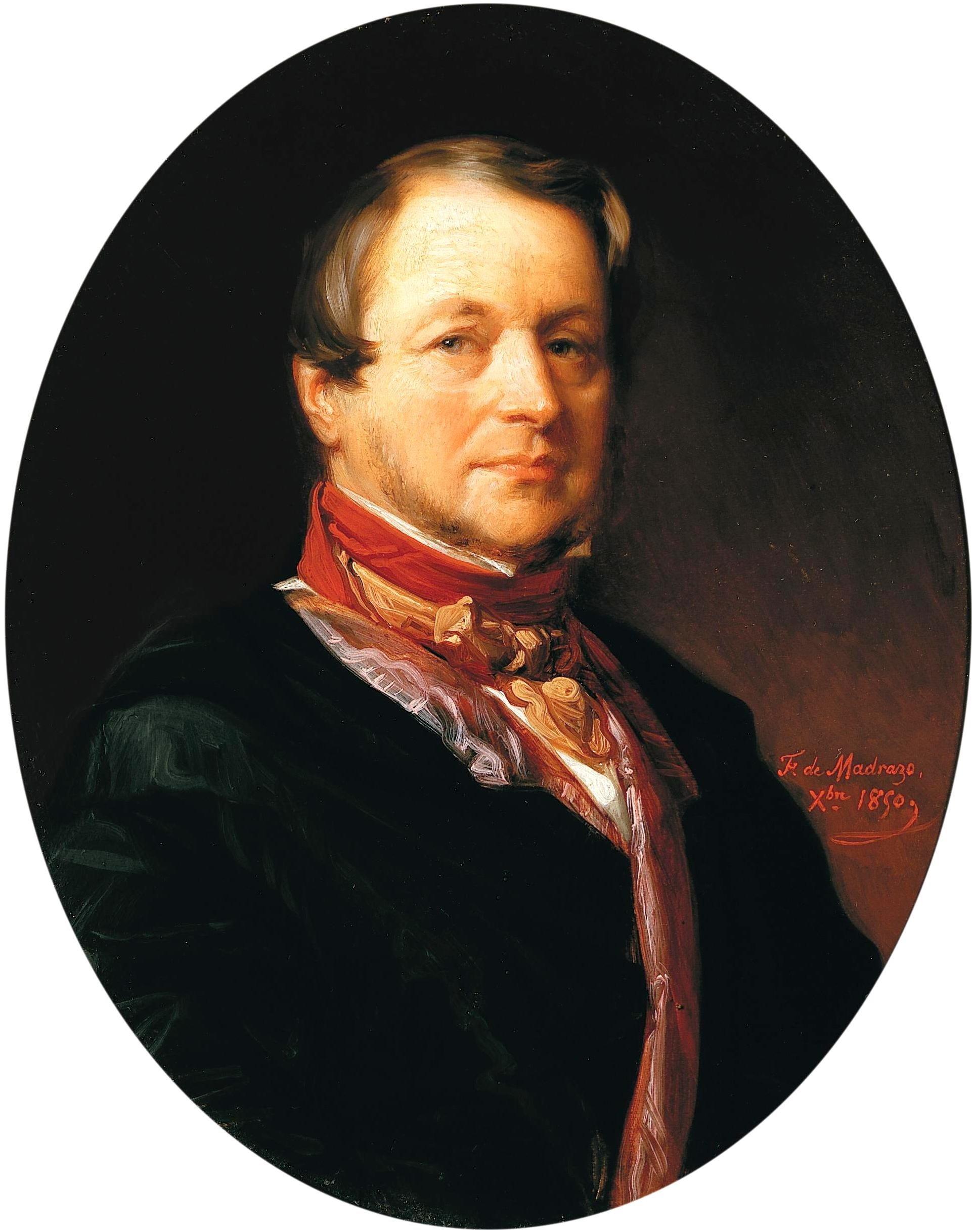
Портрет работы Федерико Мадрасо-и-Кунца, 1850 г.